# Карамкен
Карамкен — посёлок (в 1974—2012 годах — посёлок городского типа) в Хасынском районе (муниципальном округе) Магаданской области России.
Автомобильные дороги: магистраль Якутск — Магадан; расстояние до Магадана — 97 км.
Назван по реке, с эвенк. карамкын — «тёмный».

## История
Посёлок создавался в 1930-е годы как дорожный участок. С 1 февраля 1951 по август 1953 года в Карамкене располагалось управление ИТЛ шоссейных дорог Дальстроя (Ушосдорлаг).
В 1964 году возле него поисковым отрядом геологов В. Л. Яскевича было обнаружено золотосеребряное рудное месторождение.
В 1971 году приступили к проектно-изыскательским работам по строительству горно-обогатительного комбината. Обновление Карамкена произошло в 1974 году когда в связи с разработкой месторождения он был отнесен к категории рабочих посёлков.
В 1980-е годы в посёлке действовали три продуктовых, два промтоварных, один книжный магазин, столовая, Дом быта, клуб с кинозалом и библиотекой; а также: три детских сада, Дом ребёнка, поликлиника, детско-юношеская спортивная школа с упором на лыжный спорт, музыкальная школа.
В 1995 году в связи с полной отработкой Карамкенского месторождения прекратил свою производственную деятельность Карамкенский горно-металлургический комбинат. В 1997 году он был объявлен банкротом.
27 июня 2006 года на заседании Магаданской областной думы было принято решение о включении посёлка Карамкен в перечень населённых пунктов, подлежащих расселению, но этот вопрос так и оставался нерешённым вплоть до 2010 года.
29 августа 2009 года около 8 часов утра по местному времени после трёхдневных дождей произошёл прорыв дамбы хвостохранилища Карамкенского ГОКа. Погибло 2 человека, смыло 11 строений.
В 2012 году Карамкен утратил статус посёлка городского типа и стал сельским населённым пунктом.
В 2014 году муниципальное образование Сельское поселение посёлок Карамкен было упразднено, а его территория была отнесена к межселенной территории Хасынского муниципального района, а 8 апреля 2015 посёлок Карамкен был включён в состав территории вновь образованного муниципального образования «Хасынский городской округ».
В 2017 году в рамках реализации программы «Дальневосточный гектар», на территории Карамкена, участниками программы (8 жителей), осваиваются полученные по программе земли. В основном это растениеводство и подсобное хозяйство.

## Население
| 1979 | 1989  | 2002 | 2005 | 2006 | 2007 | 2008 |
| ---- | ----- | ---- | ---- | ---- | ---- | ---- |
| 3924 | ↘3589 | ↘745 | ↘626 | ↘583 | ↘558 | ↘547 |
| 2009 | 2010  | 2011 | 2012 | 2013 | 2014 | 2021 |
| ↘527 | ↘336  | ↘333 | ↘60  | ↘0   | →0   | ↗3   |